# Giuseppe Merisi
Giuseppe Merisi (ur. 25 września 1938 w Treviglio) – włoski duchowny katolicki, biskup Lodi w latach 2005-2014.

## Życiorys

### Prezbiterat
Święcenia kapłańskie otrzymał 27 lutego 1971 i został inkardynowany do archidiecezji mediolańskiej. Przez siedem lat pracował jako wikariusz w Cologno Monzese, zaś w 1978 został mianowany diecezjalnym asystentem Akcji Katolickiej. W 1985 został kanclerzem kurii, zaś rok później prowikariuszem generalnym archidiecezji.

### Episkopat
8 września 1995 papież Jan Paweł II mianował go biskupem pomocniczym archidiecezji mediolańskiej, ze stolicą tytularną Drusiliana. Sakry biskupiej udzielił mu 4 listopada 1995 ówczesny arcybiskup Mediolanu - kard. Carlo Maria Martini.
14 listopada 2005 został biskupem ordynariuszem diecezji Lodi. W latach 2008–2014 kierował także organizacją Caritas na poziomie krajowym.
26 sierpnia 2014 papież przyjął jego rezygnację z urzędu złożoną ze względu na wiek.